# Aying
Aying – miejscowość i gmina w Niemczech, w kraju związkowym Bawaria, w rejencji Górna Bawaria, w regionie Monachium, w powiecie Monachium. Leży około 25 km na południowy wschód od centrum Monachium, przy linii kolejowej Monachium – Ottobrunn – Holzkirchen.

## Dzielnice
1. Aying
2. Blindham
3. Dürrnhaar
4. Göggenhofen
5. Graß
6. Griesstätt
7. Großhelfendorf
8. Heimatshofen
9. Kaltenbrunn
10. Kaps
11. Kleinhelfendorf
12. Kleinkarolinenfeld
13. Loibersdorf
14. Oberschops
15. Peiß
16. Rauchenberg
17. Spielberg
18. Trautshofen
19. Unterschops

## Demografia
Dane o ludności z 31 grudnia 2008:
| Opis                                | Ogółem | Ogółem | Kobiety | Kobiety | Mężczyźni | Mężczyźni |
| ----------------------------------- | ------ | ------ | ------- | ------- | --------- | --------- |
| Jednostka                           | osób   | %      | osób    | %       | osób      | %         |
| Populacja                           | 4383   | 100    | 2205    | 50,31   | 2178      | 49,69     |
| Wiek przedprodukcyjny (0–17 lat)    | 922    | 21,04  | 444     | 10,13   | 478       | 10,91     |
| Wiek produkcyjny (18–65 lat)        | 2778   | 63,38  | 1395    | 31,83   | 1383      | 31,55     |
| Wiek poprodukcyjny (powyżej 65 lat) | 683    | 15,58  | 366     | 8,35    | 317       | 7,23      |

## Polityka
Wójtem gminy jest Johann Eichler z PWGH, rada gminy składa się z 16 osób.
|      | CSU | SPD | FWG | PWGH | Razem |
| 2008 | 4   | 1   | 6   | 5    | 16    |
| 2002 | 4   | 2   | 5   | 5    | 16    |